# Praça Benjamin Guimarães
A Praça Benjamin Guimarães é um logradouro da cidade de Belo Horizonte. Localiza-se na confluência das avenidas Getúlio Vargas e Afonso Pena. É popularmente conhecida como Praça ABC, nome derivado da Padaria ABC, tradicional estabelecimento que funcionou no local, entre a avenida Getúlio Vargas e a rua Cláudio Manoel, e que atualmente se encontra fechado pela vigilânacia sanitária.
A praça ganhou importância histórica e cultural no Brasil pois foi ali que estava situada, nas décadas de 1970 e 1980, a confeitaria "Doce Docê", de tal forma que se constituía nesta época o principal ponto de passeio das famílias belorizontinas; o motivo era a iguaria inventada pela dona de casa e depois microempresária Theresa Cristina Pinto Coelho Martins, a coxinha com recheio de Catupiry — um requeijão típico produzido na região da cidade de Poços de Caldas; a iguaria chegou a ser vendida em outros pontos por sua inventora na década de 1990 mas, como não patenteou sua criação, esta passou a ser copiada primeiro por outros comerciantes da cidade, depois de outros lugares, sem se ater à receita original; diversamente de outras iguarias típicas, a coxinha de catupiry não recebeu a merecida proteção como patrimônio da cidade de Belo Horizonte.
Faz parte do circuito histórico das principais praças da capital mineira, sendo uma das que receberam placas indicativas de "Circuito Histórico" segundo o “Manual do Sistema de Sinalização Interpretativa de Belo Horizonte” da Fundação Municipal de Cultura.
No ano de 2015 a praça começou a receber intervenções do projeto da Prefeitura Municipal chamado "Mobicentro", voltado a proporcionar maior segurança aos pedestres que nela transitam.